# 에디 머피의 라이프
《에디 머피의 라이프》(영어: Life)는 미국에서 제작된 테드 데미 감독의 1999년 버디 코미디 드라마 영화이다. 주연 에디 머피가 브라이언 그레이저와 함께 제작을 맡았다. 1992년 영화 《부메랑》에 이은 머피와 마틴 로런스의 두 번째 공동 출연작이다. 개봉 당시에는 기대에 미치지 못하는 흥행 성적을 냈으며 평단으로부터도 엇갈린 반응을 받았으나 후에 컬트 영화화되었다.
2000년 제72회 아카데미상에서 릭 베이커가 분장상 후보에 올랐다.

## 출연진
- 에디 머피
- 마틴 로런스
- 오바 바바툰데
- 네드 베이티
- 버니 맥
- 미겔 A. 누녜즈 주니어
- 클래런스 윌리엄스 3세
- 배리 셔바카 헨리
- 브렌트 제닝스
- 가이 토리
- 닉 캐서베티스
- 보킴 우드바인
- 앤서니 앤더슨
- 마이클 탤리페로
- 서나 레이선
- 오닐 콤프턴
- 노아 에머릭
- R. 리 어미
  - 네드 본
- 헤비 디
- 켄 휘터커
- 본즈 멀론
- 리사 니콜 카슨
- 포피 몽고메리
- 조니 브라운
- 돈 하비
- 릭 제임스
- 아밀리아 매퀸
- 오기 블런트
- 해스컬 본 앤더슨 3세
- 조던 런드

과거 촬영분
- 무하마드 알리
- 지미 헨드릭스
- 마틴 루서 킹
- 엘비스 프레슬리

## 기타 제작진
- 공동 제작: 제임스 휘터커
- 협력 제작: 티나 L. 포턴베리, 레이 머피 주니어 (크레디트 미기재)
- 배역: 마저리 심킨
- 미술: 댄 비숍
- 세트: 존 H. 앤더슨
- 의상: 루시 코리건
- 분장: 카주 히로, 주디 머독, 조지프 마이클 리지나
- 헤어 감독: 실비아 나바
- 제작 관리: 제임스 D. 브루베이커, 알린 커힐라, 재닛 L. 워틀스
- 조감독: 스티븐 부스, 마세이 A. 브라운, 머리사 페리, 에번 길너, 토미 하퍼, 조시 킹, 도널드 M. 매퀘이그, 일레인 우드